# 49 de zile în Pacific
49 de zile în Pacific (titlul original: în rusă 49 dnei, transliterat: 49 dnei) este un film dramatic sovietic, realizat în 1962 de regizorul Ghenrih Gabai, bazat pe cazul real de supraviețuire a câtorva soldați sovietici surprinși de un uragan pe oceanul Pacific, plutind în derivă cu barja timp de 49 de zile fără apă și mâncare, până când portavionul american USS Kearsarge i-a descoperit și salvat.
Protagoniștii filmului sunt actorii Vladimir Buianovski, Viktor Pivnenko, Vladimir Șibankov, Ghennadi Krașeninnikov.

## Rezumat
Un echipaj format dintr-un sergent și trei soldați aflați la bordul unei barje în apropiere de Kurilsk (insula Iturup), fiind surprinsă la mijlocul lunii ianuarie 1960 de un uragan uriaș, este purtat în derivă pe marea deschisă. După liniștirea uraganului, cei patru soldați se trezesc în plin ocean, cu motoarele defecte, cu foarte puține provizii de mâncare și apă, rupți de lume, neavând nicio posibilitate de a lua contact cu baza lor militară. Împart pâinea, cartofii și conservele pe care le aveau, fiind convinși că vor fi căutați și găsiți de cercetași, în câteva zile. Din păcate, nici după ce au terminat de mâncat ultimul cartof, nu a dat nimeni de ei. Armata, după câteva zile de căutare, a suspendat acțiunea, crezând că au pierit pe ocean. Trecând săptămânile una după alta fără pic de mâncare, au început să fiarbă centurile de piele, apoi cizmele chiar și burduful unei armonici avută la ei. Astfel au trecut șapte săptămâni în care și-au pierdut orice speranță de a mai fi găsiți.
După atâta timp, ajunși doar piele și os iar cu moralul la pământ, au fost zăriți de o patrulă aeriană a portavionului american USS Kearsarge care i-au salvat transportându-i la bordul portavionului.

## Distribuție
- Vladimir Buianovski – Rahmatulin
- Viktor Pivnenko – Podgornîi
- Vladimir Șibankov – Fomin
- Ghennadi Krașeninnikov – Voikov
- Ervin Knausmiuller – comandantul portavionului
- Vasili Makarov –
- Viktor Filippov –
- Serghei Nikonenko –
- Anna Zarjițkaia –
- Bruno Oia – matrozul american
- Daniil Netrebin –

## Culise
În 17 ianuarie 1960, barja T-36 cu echipajul celor patru tineri soldați, sergentul Ashat Ziganșin și soldații Filip Poplavski, Anatoli Kriucikovski și Ivan Fedotov, erau pregătiți pentru încărcare în Insulele Kurile, când s-a iscat un uragan puternic care ia purtat în derivă pe ocean timp de 49 de zile, până când portavionul american Kearsarge i-a salvat la 7 martie, la 1200 mile (2222 km) de Insula Wake. După ce echipajul s-a întors pe calea aerului în Uniunea Sovietică, guvernul Sovietic și-a exprimat recunoștința pentru gestul făcut de echipajul portavionului.

## Lansare
A fost lansat în anul 1962 și a avut parte de mare succes comercial, fiind vizionat de 26,1 milioane de spectatori în cinematografele din Uniunea Sovietică.